# 雲南湄公螺
雲南田螺（学名：Mekongia yunnanensis）为田螺科下的一个种，舊屬田螺屬，今屬湄公螺屬（Mekongia）。其种加词 yunnanensis 意为“云南的”。